# Underjordisk sjö

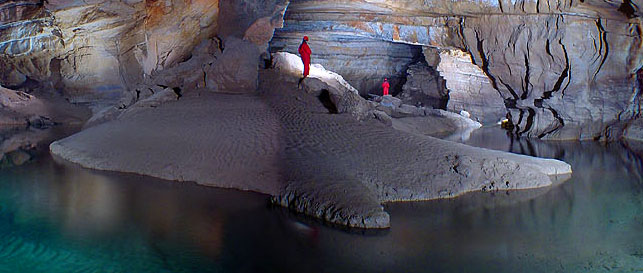
Ö i en av de underjordiska sjöarna i Križnagrottan

En underjordisk sjö är en sjö som helt eller delvis är belägen under jord eller ett istäcke. Under Antarktis uppges 140 underjordiska sjöar finnas.

## Exempel på underjordiska sjöar
- Saint-Léonard, Schweiz
- Vostoksjön, Antarktis

### Fotnoter
1. ↑  Ia Wadendal (8 mars 2013). ”Ny bakterieform funnen i sjö under Antarktis”. Svenska dagbladet. http://www.svd.se/ny-bakterieform-funnen-i-sjo-under-antarktis. Läst 18 november 2015.